# Pernis ptilorhynchus
Il pecchiaiolo orientale (Pernis ptilorhynchus Temminck, 1821) è un uccello della famiglia degli Accipitridi.

## Tassonomia
Attualmente vengono riconosciute 6 sottospecie di pecchiaiolo orientale:
- P. p. orientalis Taczanowski, 1891 (Siberia meridionale, Cina nord-orientale e Giappone);
- P. p. ruficollis Lesson, 1830 (India, Sri Lanka, Myanmar, Vietnam e Cina sud-occidentale);
- P. p. torquatus Lesson, 1830 (penisola malese, Sumatra e Borneo);
- P. p. ptilorhynchus (Temminck, 1821) (Giava);
- P. p. palawanensis Stresemann, 1940 (Palawan e Calauit - Filippine occidentali);
- P. p. philippensis Mayr, 1939 (Filippine settentrionali e orientali).

Pernis è considerato un'alterazione del termine greco pternis che significa «uccello da preda»; ptilorhynchus deriva dal greco ptilon e rhunklhos, che significano «penna» e «becco», e indicano le redini e la fronte densamente piumate, a protezione da api e vespe.

## Descrizione

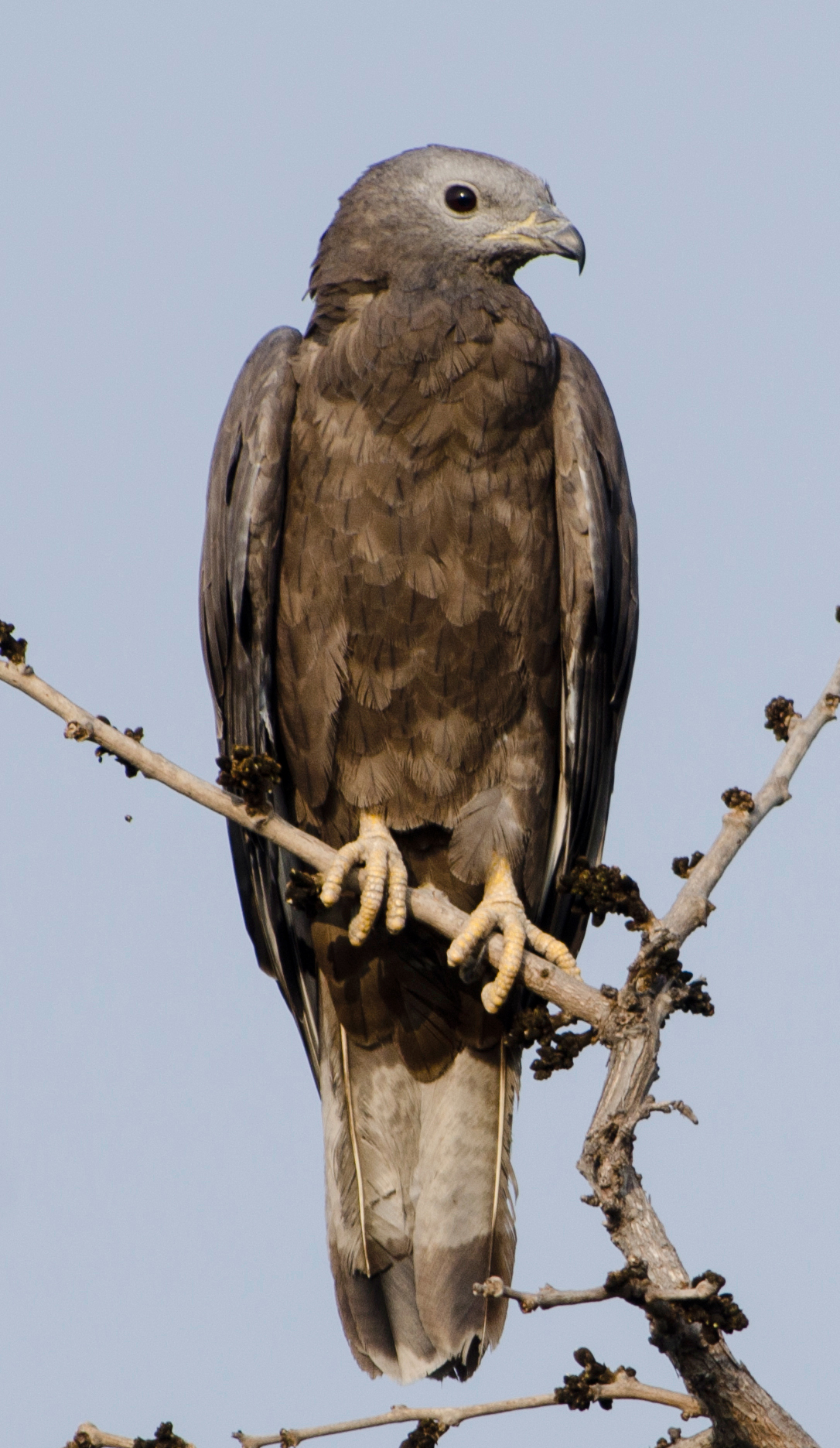
Un falco pecchiaiolo orientale.

Il pecchiaiolo orientale misura 52–68 cm di lunghezza, ha un'apertura alare di 130–150 cm e pesa 750-1500 g. È privo della sporgenza ossea sopra l'occhio (cresta sopraorbitale) cosicché il capo appare simile a quello del piccione. Sono caratteristici degli individui in volo la testa piccola, il collo lungo e la coda lunga con gli angoli arrotondati. Rispetto al pecchiaiolo occidentale, il pecchiaiolo orientale ha l'ala più larga, la coda più corta ed è privo della macchia carpale scura nel sottoala. Si nota raramente una corta cresta. Negli individui posati, la punta delle ali è più corta dell'estremità della lunga coda. A causa delle zampe corte, quando è posato sul terreno tiene una postura orizzontale. Il piumaggio ha più morfismi, ma le variazioni nella colorazione di fondo del corpo e delle copritrici inferiori dell'ala sono identici nel maschio adulto, nella femmina adulta e nel giovane; in ogni caso, l'età e il sesso sono facilmente determinabili in base al colore dell'occhio, della cera, della faccia e dell'estensione del nero sulle primarie esterne. Il colore di fondo del piumaggio del corpo è uniforme e varia tra bianco, crema, marrone chiaro, rossiccio, marrone scuro e nero, con molte colorazioni intermedie. Nelle parti inferiori, l'adulto è marcato con una quantità variabile di sottili strie scure, di macchie scure o di larghe barre scure oppure con una loro combinazione; il giovane solo con larghe strie scure. L'adulto ha la cera grigio scura; nel giovane è gialla. La femmina è solo leggermente più grande del maschio.
Nel maschio l'occhio è marrone scuro e i lati della faccia sono grigi. La faccia inferiore delle primarie esterne presenta le punte nere e una linea netta di separazione con la parte restante biancastra delle penne. La faccia inferiore delle secondarie è biancastra con un'ampia banda subterminale scura. In buone condizioni di luce le parti superiori hanno una sfumatura grigiastra e l'ala presenta un margine posteriore scuro e la punta scura delle copritrici primarie. Le parti inferiori presentano una quantità variabile di macchie scure o di strie sottili sul petto e di barrature scure sul ventre e sui fianchi, ma possono anche essere completamente prive di qualsiasi marcatura. La coda è marrone scura con un'ampia banda chiara che la attraversa nel centro.
Nella femmina l'occhio è giallo e i lati della faccia sono marroni; alcuni individui con il capo più chiaro presentano una linea scura dietro l'occhio. Le parti superiori sono marrone scuro, normalmente con un'area chiara sulla faccia superiore delle primarie. Inferiormente, le primarie esterne hanno gli apici scuri che gradualmente sfumano verso le basi più chiare senza una linea netta di separazione. Le parti inferiori sono quasi sempre barrate, in media più pesantemente di quelle dei maschi. Da sopra, la coda è chiara con tre barre scure vicino alla base.
È stato ipotizzato che le similitudini nel piumaggio tra i giovani pecchiaioli orientali e le specie del genere Spizaetus si siano evolute come una protezione parziale contro gli attacchi dei rapaci più grandi. Gli Spizaetus hanno becchi e artigli più robusti, e sono probabilmente meno vulnerabili dei rappresentanti del genere Pernis.
Una simile mimica è presente anche nei giovani pecchiaioli occidentali (Pernis apivorus), che ricordano una poiana. Sebbene l'astore sia in grado di uccidere ambo le specie, è probabile che usi maggiore cautela con le più robuste specie del genere Buteo.

## Distribuzione e habitat

Schema del volo nuziale delle specie di Pernis.

Il pecchiaiolo orientale vive in India, Cina, Siberia orientale, parte del Giappone, Asia sud-orientale e isole circostanti. Nel Paleartico occidentale è un accidentale raro, con poche segnalazioni recenti in Turchia, Egitto, Israele, Arabia Saudita e in Italia meridionale. Tutta la popolazione nord-orientale è migratrice; la maggior parte si muove a sud verso l'Asia sud-orientale. La popolazione subcontinentale indiana è sedentaria, con alcuni possibili movimenti dal nord verso sud durante l'inverno.
Il pecchiaiolo orientale vive nelle aree boschive, e passa quasi sempre inosservato, tranne che in primavera, quando il maschio si esibisce in voli nuziali che avvengono piombando giù e innalzandosi più volte come per percorrere una strada ricca di dossi e cunette. Poi, al culmine dell'ascensione, si libra per qualche secondo e batte le sue ali sul dorso due o tre volte, in rapida successione. Questo tipo di volo è caratteristico delle specie del genere Pernis.

## Biologia
Il pecchiaiolo orientale è un rapace specializzato che si nutre principalmente di larve, pupe, nidi e adulti di varie specie di vespe e api. Ma, a volte, si nutre anche di altri insetti, di rettili e anfibi, di piccoli mammiferi e di nidiacei e uova di uccelli, come pure di alcuni frutti e bacche. Caccia da posatoi bassi, cercando gli insetti che si spostano verso e dai nidi; sono stati segnalati individui che li seguivano in volo mentre tornavano ai nidi. Cammina spesso e volentieri sul terreno all'interno delle foreste. Costruisce un nido di rami come le poiane e gli Accipiter, e anche il volo di corteggiamento è simile. È riservato, schivo e non è un gran volatore eccetto che nei voli di corteggiamento e in migrazione, tanto da non essere facilmente osservabile.